# Aslã Cã do Daguestão
Aslã Cã do Daguestão (Aslan Khan Daghestani) foi um oficial safávida do começo do século XVIII.

## Vida

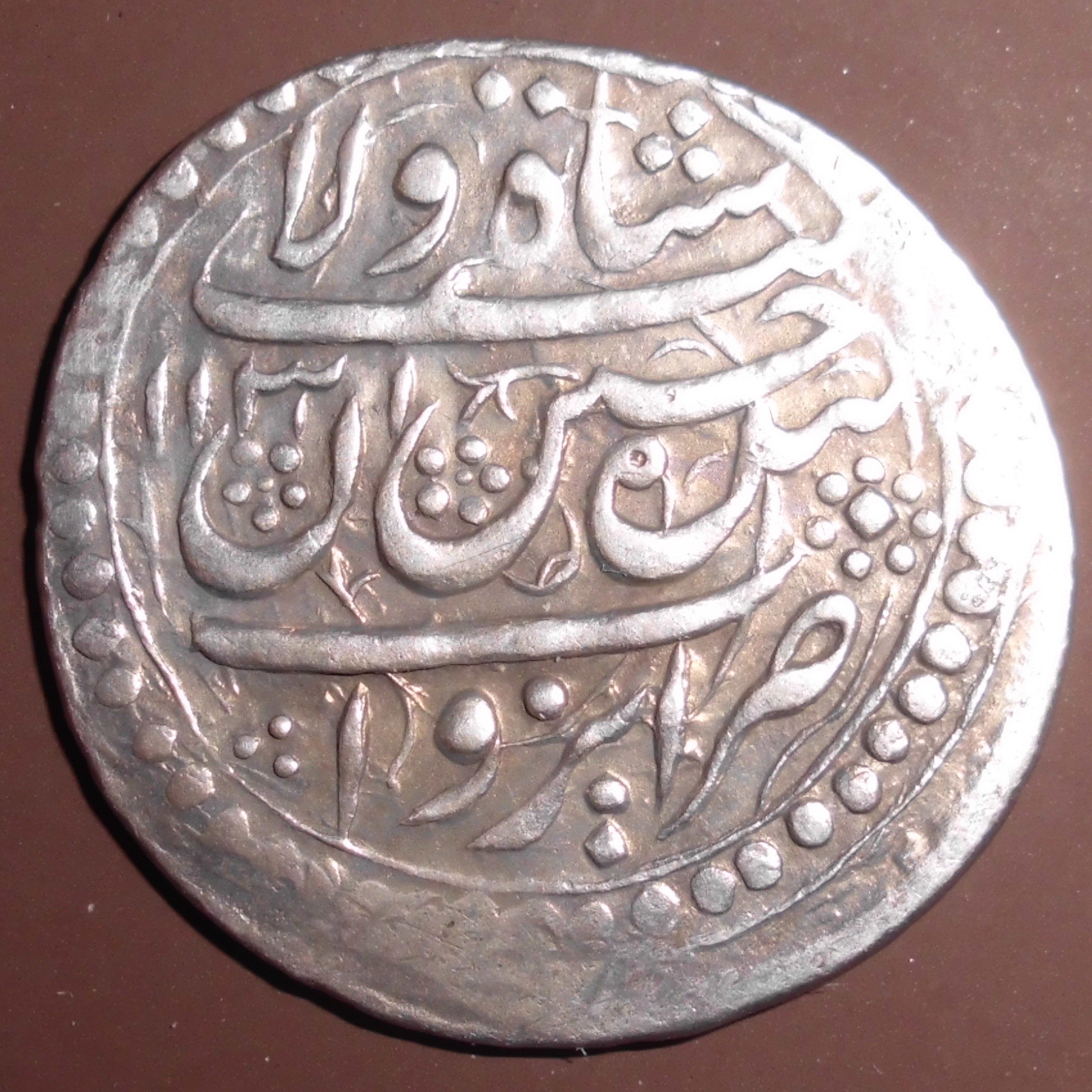
Dirrã de Sultão Huceine r.

Lezguiano, serviu como governador (beilerbei) de Cuguiluié (1702–1708) e de Astarabade (háceme) no reinado do xá Sultão Huceine (r. 1694–1722). Ocupou o ofício em Astarabade em 1708/09, e já no começo do mandato a província foi ameaçada por incursões turcomanas auxiliadas por rebeldes da cidade de Sefeja. Consternado com as notícias, o governo enviou Aslã Cã com 2 000 tropas para lidar com inimigo. Segundo Rudi Matthee, é "provável" que permaneceu em ofício quando seu irmão Fate Ali Cã serviu como grão-vizir (1716–1720). Seu filho, Maomé Cã, tornou-se governador de Herate em 1708/1709.